# Ісайяш Цибулька
Ісайяш Цибулька (чеськ. Izaiáš Cibulka, також лат. Caepola; 1533, Бистршіце, нині район Ждяр-над-Сазавоу — 25 серпня 1582, Кралиця, нині район Тршебіч) — чеський священник громади чесько-моравських братів.

## Життєпис
Закінчив монастирську школу в Млада-Болеславі, потім вивчав богослов'я в Віттенбергському університеті. Був учнем Яна Благослава, вважався великим фахівцем з івриту.
З 1568 був дияконом в Стражніце і з 1572 — кнезом в Аустерліці.
У 1573 призначений пастором в Кралиця.
У 1571-1573 три рази за дорученням Благослава їздив у Віттенберг для перекладу на латинську мову і надрукування братнього сповідання (лат. Confessio fratrum). Вся справа, що виникла з цього приводу, описана ним у великій дисертації на латинській мові.
З 1577 брав участь у перекладі та виданні так званої «Кралицький Біблії», основна робота над якою завершилася в 1578. У 1579—1581 ця Біблія була випущена в трьох книгах.

## Книгопис
- Jana Brabencová.  Biografický slovník českyých zemí: BSČZ . 2008. S.408.